# Melithaea arborea
Melithaea arborea is een zachte koraalsoort uit de familie Melithaeidae. De koraalsoort komt uit het geslacht Melithaea. Melithaea arborea werd in 1908 voor het eerst wetenschappelijk beschreven door Kükenthal. 